# Falèria
|  | Per la ciutat etrusca de Falèria o Faleris, vegeu Falerii |

Falèria és un municipi de la província de Viterbo, a la regió italiana del Laci.
Antigament era una ciutat del Picè a l'esquerra del riu Tinna, a uns 32 km de la mar. La ciutat és esmentada per Plini el Vell entre els municipis de l'interior del Picenum i el seu territori és anomenat Falerionensis ager, i apareix també al Liber Coloniarum. Era un municipi amb senat local i magistrats segons les inscripcions que s'han trobat del temps de Domicià, Hadrià i els Antonins. Les seves ruïnes es troben a poc més d'un km més avall de la vila moderna de Fallerona i destaquen el teatre i l'amfiteatre. El seu territori vorejava el de Firmum segons les inscripcions. Va rebre una colònia de veterans sota August.